# Friedrich Wilhelm Ritschl
Friedrich Wilhelm Ritschl (Großvargula, Türingia 1806. április 6. – Lipcse, 1876. november 9.) német klasszika-filológus, a szövegkritikáról nevezetes bonni iskola megalapítója.

## Élete
A türingiai Großvargulában született, egy evangélikus lelkész fiaként. Az erfurti és wittenbergi gimnáziumban tanult, majd 1835-túl a lipcsei egyetemen filológiát hallgatott. 1826-tól a hallei egyetemen folytatta, ahol 1829-ben végzett, és ezt követően négy évig professzorként tevékenykedett. 27 éves korában a boroszlói egyetemre hívták meg. Meghatáruzó volt számára az 1836–37. évi hosszabb itáliai tanulmányi utazás, ahol a filológián keresztül egységes képet alkotott magának az ókori kultúráról, művészetről és nyelvről.
1839 tavaszán a bonni egyetemre ment, ahol majdnem 26 éven át klasszika-filológiát adott elő. Gyakorlatilag ő dominálta a filológiai kart, amelyet névlegesen Friedrich Gottlieb Welckerrel közösen vezetett. Welcker utódaként 1854-ben átvette az egyetemi könyvtárat, és 1861-ig Otto Jahnnal közösen vezette az Akadémiai Művészeti Múzeumot. Szemináriumainak jó híre számos diákot vonzott az intézménybe, akik utóbb neves tudósokká váltak.
Bonni és később lipcsei tanítványai közül kiemelkednek többek között Georg Curtius, Wilhelm Ihne, August Schleicher, Diederich Volkmann, Jacob Bernays, Otto Ribbeck, Ottokar Lorenz, Johannes Vahlen, Wolfgang Hubner, Franz Bücheler, Otto Benndorf, Ernst Windisch.
Otto Jahnnal való konfliktusa után, amely "bonni filológiai háború" néven ismert a bonni egyetem történetében, 1865-ben elhagyta a poroszországi Bonnt és Szászországban a lipcsei egyetemen vállalt professzori állást. Legismertebb diákja Friedrich Nietzsche volt, akinek támogatta pályafutását és hozzásegítette első professzori állásához Bázelben. Friedrich Ritschl 1875-ig tanított Lipcsében és 70 éves korában hunyt el.

## Művei
- Die Alexandrinischen Bibliotheken unter den ersten Ptolemäern und die Sammlung der Homerischen Gedichte durch Pisistratus nach Anleitung eines plautischen Scholions; Breslau, 1838
- Priscae Latinitatis monumenta epigraphica. Tabulae Lithographicae; 1862; Nachdruck, 1968 (ISBN 3-11-001417-3)
- Priscae Latinitatis epigraphicae supplementa quinque; 1862–1864; Nachdruck, 1970 (ISBN 3-11-001423-8)
- Opuscula philologica; 5 Bde., 1867–1879 (unter Mithilfe von Alfred Fleckeisen)
- Plautus; 4 Bde., 1871–1894
- Rheinisches Museum für Philologie. Zeitschrift für klassische Philologie; hg. v. F. W. Ritschl [von 1842–1869], J. D. Sauerländer´s Verlag, Frankfurt a. M.

## Fordítás
- Ez a szócikk részben vagy egészben a Friedrich Wilhelm Ritschl című német Wikipédia-szócikk ezen változatának fordításán alapul.  Az eredeti cikk szerkesztőit annak laptörténete sorolja fel. Ez a jelzés csupán a megfogalmazás eredetét és a szerzői jogokat jelzi, nem szolgál a cikkben szereplő információk forrásmegjelöléseként.

## A német cikk forrásai
- Ernst Bickel: Friedrich Ritschl und der Humanismus in Bonn. Ein Beitrag zur Neugestaltung der höheren Schule in der Nord-Rheinprovinz. Verlag Scheur, Bonn, 1946
- Johanna Kinne: Die Klassische Archäologie und ihre Professoren an der Universität Breslau im 19. Jahrhundert. Eine Dokumentation, Neisse Verlag, Dresden, 2010, ISBN 978-3-940310-68-2, S. 131-155.
- Otto Ribbeck: Friedrich Wilhelm Ritschl. Ein Beitrag zur Geschichte der Philologie. Leipzig 1879–1881 (Nachdruck: Zeller, Osnabrück 1969)
- Otto Ribbeck: Ritschl, Friedrich Wilhelm. In: Allgemeine Deutsche Biographie (ADB). Band 28. Duncker & Humblot, Leipzig, 1889, S. 653–661.
- Ulrich von Wilamowitz-Moellendorff: Geschichte der Philologie. Teubner, Stuttgart 1998, ISBN 3-519-07253-X (Repr. d. Ausg. Leipzig, 1921)